# محطة بحيرة سيهوا للطاقة المدجزرية
محطة بحيرة سيهوا للطاقة المدجزرية هي أكبر محطة طاقة مدجزرية في العالم بسعة إنتاج إجمالية تبلغ 254 ميجاوات . تم إنشاؤها في كوريا الجنوبية. عند اكتمال المحطة في 2011م تجاوزت محطة رانس الفرنسية ، والتي كانت الأكبر في العالم في هذه التقنية لمدة 45 عامًا.تدير المحطة هيئة الموارد المائية الكورية.